# Damon Hill
Damon Graham Devereux Hill (Hampstead, Inglaterra; 17 de septiembre de 1960), más conocido como Damon Hill, es un expiloto de automovilismo británico. Disputó la Fórmula 1 desde 1992 hasta 1999, resultando campeón de pilotos en 1996 para el equipo Williams, subcampeón en 1994 y 1995, y tercero en 1993. En su carrera totalizó 22 victorias y 42 podios. Es hijo del dos veces campeón del mundo de Fórmula 1 Graham Hill.
Hill llegó a las competiciones de motor profesionales relativamente tarde, cuando comenzó a competir con motocicletas en 1983 a la edad de 23 años. Al año siguiente ganó la copa de 350 cc en Brands Hatch. En 1985 se trasladó a los monoplazas de 4 ruedas compitiendo con el equipo Van Diemen en la Fórmula Ford, antes de cambiar de nuevo a la Fórmula 3 británica en 1986. Después de tres temporadas en la Fórmula 3, donde ganó 4 carreras, Hill volvió a trasladarse, esta vez a la Fórmula 3000 Internacional, con el equipo Mooncraft, donde, aunque fue competitivo, nunca ganó una carrera.
Hill comenzó su carrera en Fórmula 1 con la entonces poco competitiva Brabham en 1992. Obtuvo su primera victoria en el Gran Premio de Hungría de 1993 para el equipo Williams la primera de 22 victorias, 21 de las cuales fueron con Williams. En 1994 ganó el Gran Premio de Gran Bretaña, una carrera que su padre nunca ganó en su larga y exitosa carrera. A mediados de los años 1990, Hill fue el principal rival de Michael Schumacher para el campeonato de pilotos, acabando subcampeón en las temporadas 1994 y 1995, las cuales ganó el piloto alemán. Ambos tenían una larga lista de enfrentamientos dentro y fuera de la pista, incluyendo la famosa colisión en Adelaida 1994 que otorgó a Michael Schumacher su primer título por tan solo un punto.
Williams despidió a Hill para la temporada 1997 a pesar de conseguir 8 victorias y el campeonato del mundo en la temporada anterior, y decidió fichar por la modesta escudería Arrows. Consiguió además la primera victoria de Jordan en el Gran Premio de Bélgica de 1998.
En 2006, Hill fue elegido presidente del British Racing Drivers Club, sucediendo así a Jackie Stewart. A partir de 2012, se desempeña como comentarista en las transmisiones televisivas de Fórmula 1 para el Reino Unido en Sky Sports.

## Comienzos
Hill nació en Londres el 17 de septiembre de 1960, fruto del matrimonio del campeón del mundo de Fórmula 1 Graham Hill y su esposa Bette. Hill tiene dos hermanas, Samantha y Brigitte. Brigitte era actriz. Su primera película fue Caravan to Vaccares en 1974, y comenzó Hill Marketing en 1998 después de trabajar con Damon. En 2002, Brigitte se hizo mánager del piloto estadounidense Derek Hill, hijo del campeón del mundo de Fórmula 1 de 1961, Phil Hill, aunque no tenían parentesco entre ellos.
Mientras, en su adolescencia, Damon asistió al prestigioso Haberdashers' Aske's Boys' School en Hertfordshire. La muerte de su padre en un accidente aéreo en 1975, cuando Damon tenía solo 15 años, dejó a la familia Hill en unas circunstancias realmente malas. Hill empezó a trabajar como peón y mensajero en moto para pagarse sus estudios.
Damon se casó con Georgie (nacida el 29 de abril de 1961), y tuvieron cuatro hijos: Oliver (nacido el 4 de marzo de 1989), Joshua (nacido el 9 de enero de 1991), Tabitha (nacida el 19 de julio de 1995) y Rosie (nacida el 1 de febrero de 1998). Oliver nació con síndrome de Down y Damon y Georgie financian instituciones benéficas relacionadas.

## Trayectoria

### Inicios
Hill comenzó su carrera dentro del mundo del motor en competiciones de motocicletas en 1983, ganando el campeonato de 350 cc en Brands Hatch, antes de competir en una carrera de coches en el Winfield Racing School en Francia. Hill no hizo su debut en monoplazas hasta 1984, llevando el casco blanquiazul del London Rowing Club como ya hizo su padre. Poco a poco se consiguió meter en la Fórmula Ford, ganando seis carreras para el equipo Van Diemen en 1985. Entonces Hill entró en la Fórmula 3, donde corrió para tres equipos diferentes en tres años, con una primera temporada constante en Mooncraft en 1986 y varias victorias en los siguientes años con Middlebridge Racing y la entonces Intersport. En 1989, Hill alcanzó la Fórmula 3000, corriendo de nuevo para Mooncraft y la entonces Middlebridge Racing durante los siguientes tres años. Aunque Hill corrió al frente de los desfavorecidos chasis Lola con Middlebridge en 1990 y 1991, consiguió tres poles y lideró cinco carreras en 1990, pero no consiguió ganar ninguna carrera durante su estancia en la Fórmula 3000.

### Fórmula 1

#### 1992: Brabham
Hill tenía 31 años, una edad a la que muchos pilotos se habían retirado de la categoría reina, cuando apareció en la Fórmula 1 con la escudería Brabham en 1992. Brabham, que ganó el campeonato de constructores en 1966, se encontraba en serias dificultades económicas. Hill empezó la temporada después de tres carreras, sustituyendo a Giovanna Amati después de que su patrocinio no se realizara. Amati no había sido capaz de conseguir calificar, pero Hill igualó a su compañero de equipo, Eric van de Poele calificando para dos Grandes Premios de mitad de temporada: el GP del Reino Unido y el GP de Hungría. El circuito de Hungría sería luego el escenario de dos victorias de Hill y este siempre puntuaría aquí. Hill fue además el piloto de pruebas de la dominante Williams-Renault ese año.

#### 1993-1996: Williams
1993

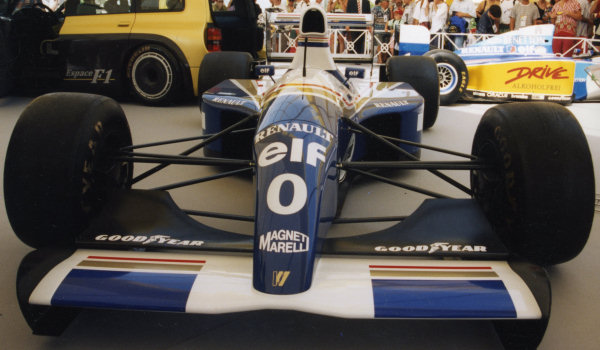
El Williams FW16 número 0 de Damon Hill.

Cuando Nigel Mansell dejó Williams para ir a la CART en 1993, Hill se sentó en el coche titular como compañero de Alain Prost, antes que el candidato con más experiencia Martin Brundle. En su primera temporada completa en la Fórmula 1, Hill se benefició enormemente de la experiencia de su compañero francés. Después de cuatro retiradas en la primera mitad de la temporada, además de problemas con los neumáticos cuando lideraba el Gran Premio de Alemania, el piloto inglés ganó tres carreras consecutivas en Hungría, Bélgica (donde él y Michael Schumacher tuvieron una emocionante carrera) y en Italia. Con eso se convirtió en el primer hijo de un vencedor de un Gran Premio en ganar también uno.
Tradicionalmente, el campeón del Mundial de Pilotos lleva el número 1 en su coche en la siguiente temporada, mientras que su compañero lleva el número 2. Como el campeón de 1992, Nigel Mansell, no corrió en la Fórmula 1 en 1993, al equipo Williams le dieron los números 0 y 2. Hill cogió el número 0, siendo la segunda persona en la historia de la Fórmula 1 en hacerlo, después de Jody Scheckter en 1973.
1994
En 1994, el tres veces campeón del mundo Ayrton Senna entró a Williams junto a Hill. Como el entonces campeón Prost, tampoco volvió a correr, Hill mantuvo su número '0'. La pretemporada apostaba por Senna, el mejor piloto en ejercicio conduciendo además el mejor auto, como indiscutible aspirante al título. No obstante, Senna, tras demostrar su rapidez en las tres primeras calificaciones, de Brasil y Japón, había concluido en colisión ambas participaciones, seriamente afectado de problemas de concentración como el mismo advertiría. En la tercera fecha del campeonato, en el Imola y tras un fin de semana plagado de accidentes por los problemas de adherencia resultantes del reciente reasfaltado de la pista, entre ellos el que acabó con la vida del piloto Roland Ratzenberger, Senna obtuvo su tercera pole position consecutiva, pero el brasileño perdió la vida al retomar la carrera tras una bandera amarilla y salirse a alta velocidad de la pista en Tamburello, la más peligrosa curva en la historia de la Fórmula 1. Con el equipo bajo investigación de las autoridades italianas por homicidio involuntario, Hill se encontró liderando un equipo con apenas la experiencia de una temporada en Williams, mientras que Michael Schumacher de Benetton había ganado ambas carreras. Aunque Hill comentó a la BBC Sport en 2004 que él creía que Senna simplemente tomó la curva demasiado rápido, y el propio Senna había denunciado, entre otros problemas, tras el accidente de Ratzenberger los problemas de adherencia por la menor presión en los neumáticos que se suscitaban al recorrer la pista tras el coche de seguridad durante las banderas amarillas, fue extensamente anunciado en el momento que la columna de dirección del coche había fallado.
Después de haber abandonado en Mónaco por un toque en la salida, Hill obtuvo una emotiva victoria en el Barcelona, así como su padre también ganó 26 años antes con Lotus después de la muerte de Jim Clark. Schumacher luchó el segundo puesto con fallos en la caja de cambios, habiendo liderado cómodamente las vueltas anteriores.
Aunque Schumacher dominó los comienzos de la temporada, Hill creó cierta controversia en la lucha por el título después de su victoria en el Gran Premio de Gran Bretaña, una carrera en la que su padre jamás subió a lo más alto del podio. Schumacher fue descalificado de esa carrera por adelantar en la vuelta de formación y negarse reiteradamente a obedecer las sanciones de los comisarios deportivos. En Bélgica volvió a ser excluido debido a irregularidades técnicas. Hubo cuatro victorias más para Hill, tres de las cuales fueron en carreras donde Schumacher fue descalificado o no corrió.
En la última carrera en Adelaida, Schumacher se ubicaba un punto por delante de Hill. La batalla por el campeonato se resolvió a favor del alemán después de una polémica colisión. Hill estaba alcanzando a Schumacher cuando el alemán se salió de la pista mientras iba en primera posición, dañando gravemente su Benetton. Hill estaba pasando la quinta curva del circuito cuando ve a Schumacher volver a la carrera. Llegando a la sexta curva, Hill fue hacia el interior ralentizando el coche y ambos colisionaron, rompiendo la suspensión de doble espoleta del Williams, y forzando la retirada de Hill. Schumacher fue acusado por el público británico por el incidente. En 2003, la BBC buscaba The Most Unsporting Moment (El momento más antideportivo) en el que el incidente de Adelaida fue nominado. El comentarista de Fórmula 1 de la BBC Murray Walker, un gran fan y amigo de Damon, mantuvo sin embargo que Schumacher no chocó intencionadamente. La temporada 1994 de Hill le hizo ser el Deportista del Año de la BBC de ese año.
1995

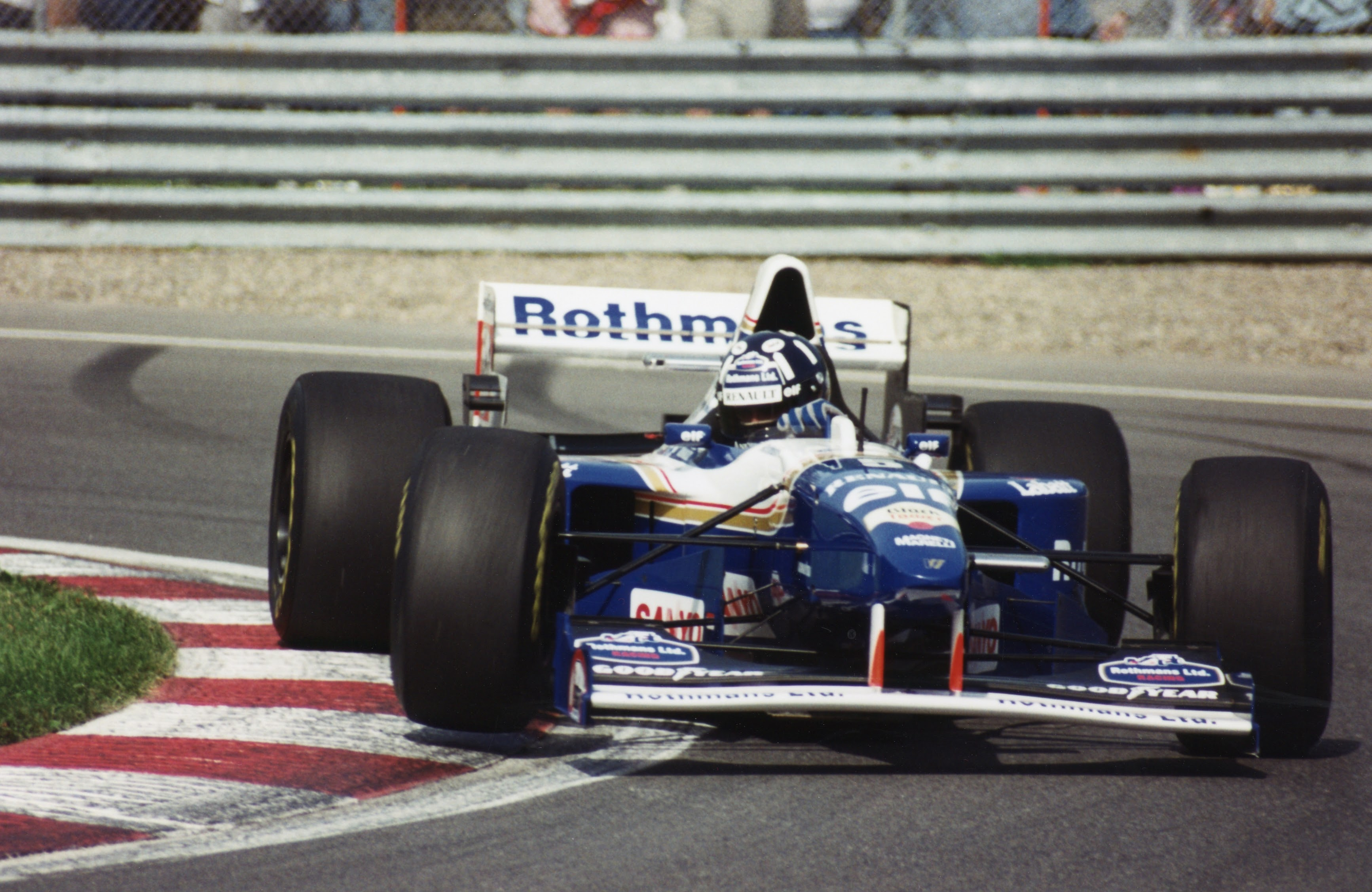
Damon Hill conduciendo un Williams en Montreal en 1995.

A punto de comenzar la temporada 1995, Hill confiaba en ganar el título. El equipo Williams reinaba el campeonato de constructores, después de vencer a Benetton en 1994, y con el joven David Coulthard como compañero de equipo, Hill era indudablemente el piloto número uno. La temporada no empezó demasiado bien cuando hizo un trompo en Brasil debido a un problema mecánico, pero una sucesión de victorias le hicieron liderar el campeonato. Esto no duró mucho. Schumacher obtuvo unos buenos resultados y consiguió defender su título a falta de dos carreras para el fin de la temporada. Por si fuera poco, Williams no pudo conseguir el campeonato de constructores. Hill cometió varios errores graves en 1995 y fue más o menos cuando Frank Williams empezó a plantearse el contratar a Heinz-Harald Frentzen en un futuro. Hill todavía tenía contrato hasta 1996, por lo que su plaza en el equipo estaba asegurada al menos por una temporada más, pero sería su última temporada con la escudería británica.
1996
En 1996, los Williams eran claramente los más rápidos en la Fórmula 1 y Hill consiguió ganar el título por delante de su compañero Jacques Villeneuve (en su primer año en la Fórmula 1), convirtiéndose así en el primer campeón de Fórmula 1 hijo de otro campeón. Consiguiendo 8 victorias y sin clasificar por detrás de la primera línea de la parrilla de salida, Hill disfrutó con su mejor temporada. En Mónaco, el legendario circuito donde su padre había sido el dominante, iba primero en carrera cuando los problemas técnicos permitieron al piloto de Ligier, Olivier Panis conseguir su primera y única victoria. El título concedió a Hill su segundo premio del Deportista del Año de la BBC, siendo así una de las tres únicas personas en conseguir el premio dos veces (los otros son el boxeador Henry Cooper y el piloto de Fórmula 1 Nigel Mansell). A pesar de ganar el título, Hill supo antes de que acabara la temporada que iba a dejar Williams en favor de Frentzen para la siguiente temporada, cosa que no gustó a los fanes ni a los medios. Como anécdota, en la última carrera, en Japón, Damon Hill se jugaba el campeonato: ganó la carrera y su compañero Villeneuve abandonó por una tuerca de la rueda mal puesta, estrellándose en la primera curva solo salir de boxes después de un repostaje. Algunos medios de comunicación sacaron ciertas conclusiones del hecho.

#### 1997: Arrows

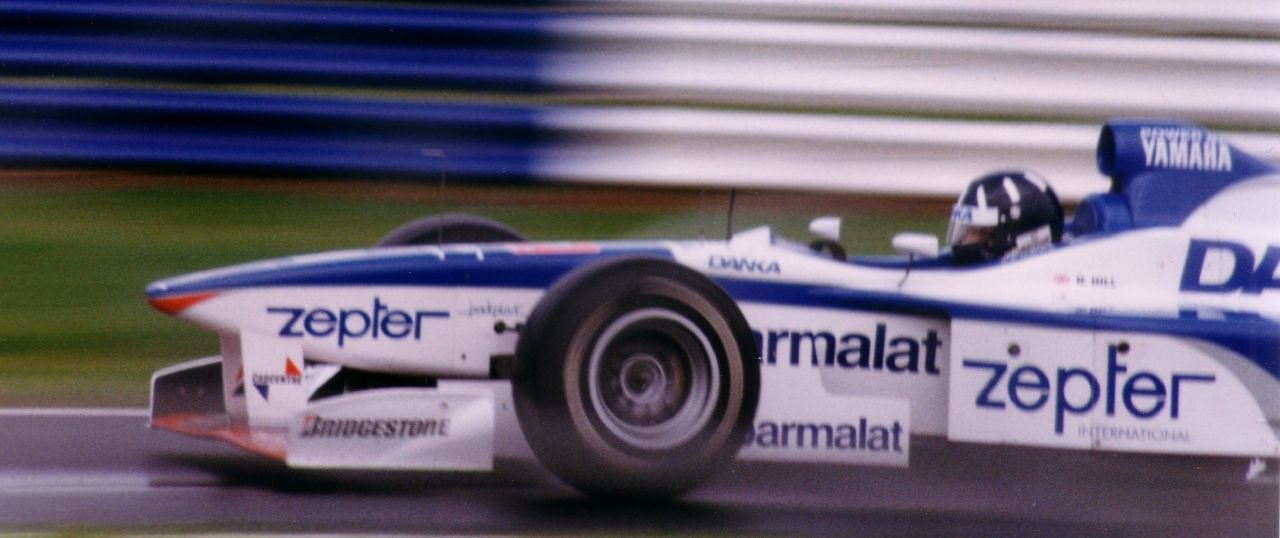
En el GP del Reino Unido, Hill consiguió su primer punto con el equipo Arrows.

Como campeón del mundo, Hill era enormemente demandado, pero para sorpresa de todos, fichó por la escudería Arrows, un equipo que nunca había ganado una carrera en sus 20 años de historia y que únicamente consiguió un punto la temporada anterior. Su defensa del título en 1997 fue claramente inútil, después del peor comienzo posible cuando a duras penas consiguió clasificar para el Gran Premio de Australia, y retirarse en la vuelta de entrada a boxes. Los Arrows, usando neumáticos de la debutante Bridgestone y motores de Yamaha, eran poco competitivos, y no consiguió su primer punto hasta el Gran Premio de Gran Bretaña en Silverstone en julio. El mejor momento de la temporada llegó en el Gran Premio de Hungría. En un día en el que los neumáticos Bridgestone habían sido mejores que los de su rival Goodyear, Hill se clasificó tercero en un coche que no se había situado en una mejor posición que la novena en la parrilla de salida. Durante la carrera adelantó a Michael Schumacher mientras este iba liderándola, bastante por delante del que sería el campeón del mundo de 1997, Jacques Villeneuve, aunque después un problema hidráulico ralentizó a los Arrows drásticamente. Esto permitió a Villeneuve ganar la carrera, aunque Hill conservó su segunda plaza y el primer podio para el británico desde el Gran Premio de Japón de 1996.

#### 1998-1999: Jordan
1998
A pesar de la exhibición en Hungría, estaba claro que los Arrows no podían dar a Hill el tipo de éxitos que él esperaba y antes de acabar la temporada se anunció su marcha del equipo. Para 1998, entró en la escudería Jordan como compañero de Ralf Schumacher. La primera mitad de la temporada fue desastrosa, con el coche bastante inestable. Sin embargo, en Canadá, las cosas empezaron a mejorar. Hill se benefició de los infortunios de otros para liderar la carrera y disfrutar de un duelo de alta velocidad con su archirrival Michael Schumacher. No pudo acabar la carrera, pero mostró su velocidad una vez más. Finalmente en Hockenheim consiguió sumar puntos gracias a un estupendo cuarto puesto y nada menos que por delante de Schumacher que llegó quinto. En Spa consiguió la primera victoria de Jordan, además de conseguir un doblete con Ralf Schumacher en condiciones de lluvia, en una carrera terriblemente dramática. Fue su primera victoria desde que dejó Williams. Acabó el año con un adelantamiento a Frentzen en Suzuka que le otorgó el cuarto puesto de la carrera y el cuarto puesto de Jordan en el campeonato de constructores, vale destacar algo de esta carrera de Suzuka: Hill largó en el octavo lugar mientras que Michael Schumacher lo hacía desde la última posición, en pocas vueltas el alemán de Ferrari (que luchaba por el título) alcanzó a Damon, pero este en ningún momento se dejó intimidar y por el contrario le ofreció una férrea resistencia llegando ambos al límite en cada frenada del trazado, Hill luchaba por darle el cuarto puesto en los constructores a Jordan pero lo cierto que más que esto para Damon estaba claro que era una cuestión personal el mantener a Michael en los retrovisores y efectivamente Hill contuvo a la Ferrari hasta su ingreso a boxes en donde perdió la posición, gran acierto de Hill que conociendo las "mañas" de su eterno rival ya no se dejaría adelantar como en el pasado por el teutón.
1999
Había muchas esperanzas para la temporada 1999, pero Hill no hizo una buena temporada. Luchando con los nuevos neumáticos estriados, que se introdujeron ese año, lo dejó atrás su nuevo compañero de equipo (nada menos que su sustituto en Williams, Heinz-Harald Frentzen), y perdió toda motivación. Después del accidente en Montreal, anunció sus planes para retirarse al final de la temporada, pero un desastroso Gran Premio de Francia, le hizo reconsiderarlo para retirarse inmediatamente. La escudería le insistió para que estuviera al menos hasta Silverstone, así que Hill propuso dejarlo después de la carrera. Jordan había probado a Jos Verstappen para meterlo en el equipo después de la retirada de Hill a mitad de temporada, pero después de conseguir un quinto puesto en casa, Hill decidió acabar la temporada. Tan solo consiguió dos puntos más en un sexto puesto en Spa, escenario de su última victoria, que representó su puntuación final en la Fórmula 1. Para empeorar más las cosas, su rendimiento contrastaba con el de su compañero Frentzen, que terminó tercero en el campeonato y estuvo en la lucha por el título en la última carrera. Con tres carreras de 1999 por delante, había rumores de que Prost dejaría libre a Jarno Trulli (que tenía contrato con Jordan para 2000) para que sustituyera a Hill, pero el británico acabó la temporada. El Gran Premio de Japón, como última carrera de Hill y para consternación del equipo, terminó con una salida de pista del piloto británico.

#### Casco
Damon Hill usó el mismo diseño de casco que su padre, un simple e identificable diseño de 8 remos blancos dispuestos verticalmente alrededor de la superficie superior del casco, que es azul oscuro. Todo eso representa al London Rowing Club (Club de remo de Londres), donde Graham y Bette Hill habían sido grandes miembros y donde se conocieron. A pesar de que él no es remero, dijo que llevar el casco similar al de su padre lo hacía feliz por mantener la tradición.
Los patrocinadores del casco de Damon fueron AGV (fabricante de cascos), Cellnet, Ricoh, Arai (fabricante de cascos), Camel, Olympus, Elf, Renault, Canon, Sega, Rothmans, Danka, PlayStation, Remus, Delphi, Benson & Hedges y Hill Sport.

#### Encontronazos entre Hill y Michael Schumacher
Hill y Michael Schumacher se toparon frecuentemente en pista a mediados de la década de 1990:
- Japón 1994: Schumacher lideraba la primera parte de la carrera empapada por la lluvia cuando la carrera tuvo que ser parada porque el McLaren de Brundle se estrelló. Hill tomó el liderazgo al recomenzar la carrera presionó mucho a Schumacher, el reconocido "maestro de la lluvia", sobre el asfalto mojado, lo que le dio la victoria al piloto británico y la oportunidad de luchar por el título en la última carrera de la temporada en Australia.
- Australia 1994: Schumacher entró a la última carrera de la temporada con 92 puntos y Hill con 91. Schumacher iba liderando la carrera, pero Hill reducía la distancia entre ambos. El alemán se salió de la pista y golpeó el muro. Al entrar de nuevo en pista, con el coche seriamente dañado, Hill trató de adelantarlo en la siguiente curva, donde ambos colisionaron. Los dos pilotos se retiraron y el título fue para Schumacher por un solo punto.
- Reino Unido 1995: Corriendo en casa, y a 11 puntos de Schumacher en el campeonato, Hill intentó pasar al alemán en las últimas 11 vueltas de la carrera. Los dos colisionaron otra vez, y ambos se vieron obligados a retirarse. Hill lo describió como un "incidente de carrera" mientras que Schumacher lo comparó con Adelaida 1994. Este, junto con el G.P. de Italia del mismo año, fueron los dos únicos G.P. que los ganó Johnny Herbert, compañero de equipo de Schumacher, aprovechando el abandono de este.
- Bélgica 1995: Los dos chocaron en la curva: Les Combe. En esta ocasión, Schumacher recibió una carrera de suspensión.
- Italia 1995: En la vuelta 24, Hill y Schumacher colisionaron cuando estaban intentando doblar a Taki Inoue. Ninguno de los dos aceptó la culpa. Hill preguntó por qué Schumacher estaba de repente haciendo 0 millas/hora, mientras que un club de fanes de Schumacher lo describió como un estúpido movimiento por parte de Hill. Hill recibió una suspensión de una carrera, la cual nunca se llegó a efectuar.
- Europa 1995: En la vuelta 18 Hill intentó adelantar a Schumacher pero el alemán lo bloqueó y lo empujó fuera de la pista. Hill se le echó encima, y golpeó la parte trasera del Benetton.
- Hungría 1997: Después de calificar tercero con el poco competitivo Arrows, Hill pasó a Schumacher limpiamente en la vuelta 11 y se coló en la primera curva, antes de quitarle la primera posición.
- Canadá 1998: Schumacher acusó a Hill de "conducción peligrosa", mientras se disputaban la carrera por pocos segundos.

## Resumen de carrera
| Temporada | Categoría                        | Equipo                                  | Carreras | Victorias | Poles | VR | Podios | Puntos | Pos. |
| --------- | -------------------------------- | --------------------------------------- | -------- | --------- | ----- | -- | ------ | ------ | ---- |
| 1985      | Fórmula Ford Festival            |                                         | 1        | 0         | 0     | ?  | 1      | N/A    | 3.º  |
| 1986      | Fórmula 3 Británica              | West Surrey Racing                      | 18       | 0         | 0     | 0  | 1      | 15     | 9.º  |
| 1986      | Gran Premio de Macao             | Flying Tigers Murray Taylor Racing      | 1        | 0         | 0     | 0  | 0      | N/A    | DNF  |
| 1987      | Fórmula 3 Británica              | Intersport Racing                       | 18       | 2         | 2     | 2  | 6      | 49     | 5.º  |
| 1987      | Gran Premio de Macao             | Intersport Engineering w/ Flying Tigers | 1        | 0         | 0     | 0  | 0      | N/A    | 20.º |
| 1988      | Fórmula 3 Británica              | Cellnet Ricoh Racing/Intersport Team    | 18       | 2         | 2     | 1  | 8      | 57     | 3.º  |
| 1988      | Fórmula 3000 Internacional       | GA Motorsport                           | 2        | 0         | 0     | 0  | 0      | 0      | NC   |
| 1988      | Gran Premio de Macao             | Intersport Engineering w/ Flying Tigers | 1        | 0         | 0     | 0  | 1      | N/A    | 2.º  |
| 1989      | Fórmula 3000 Internacional       | Footwork Formula                        | 5        | 0         | 0     | 0  | 0      | 0      | NC   |
| 1989      | Fórmula 3 Británica              | Intersport Racing                       | 4        | 0         | 0     | 0  | 0      | 0      | NC   |
| 1989      | Campeonato Británico de Turismos | AI Auto Parts                           | 1        | 0         | 0     | 0  | 0      | 3      | 18.º |
| 1989      | 24 Horas de Le Mans              | Richard Lloyd Racing                    | 1        | 0         | 0     | 0  | 0      | 0      | DNF  |
| 1990      | Fórmula 3000 Internacional       | Middlebridge Racing                     | 10       | 0         | 3     | 2  | 1      | 6      | 13.º |
| 1991      | Fórmula 3000 Internacional       | Barclay Team EJR                        | 10       | 0         | 0     | 0  | 1      | 11     | 7.º  |
| 1992      | Fórmula 1                        | Motor Racing Developments               | 2        | 0         | 0     | 0  | 0      | 0      | NC   |
| 1993      | Fórmula 1                        | Canon Williams Renault                  | 16       | 3         | 2     | 4  | 10     | 69     | 3.º  |
| 1994      | Fórmula 1                        | Rothmans Williams Renault               | 16       | 6         | 2     | 6  | 11     | 91     | 2.º  |
| 1995      | Fórmula 1                        | Rothmans Williams Renault               | 17       | 4         | 7     | 4  | 9      | 69     | 2.º  |
| 1996      | Fórmula 1                        | Rothmans Williams Renault               | 16       | 8         | 9     | 5  | 10     | 97     | 1.º  |
| 1997      | Fórmula 1                        | Danka Arrows Yamaha                     | 17       | 0         | 0     | 0  | 1      | 7      | 12.º |
| 1998      | Fórmula 1                        | B&H Jordan                              | 16       | 1         | 0     | 0  | 1      | 20     | 6.º  |
| 1999      | Fórmula 1                        | B&H Jordan                              | 16       | 0         | 0     | 0  | 0      | 7      | 12.º |
| Fuente:   |                                  |                                         |          |           |       |    |        |        |      |

## Resultados

### Fórmula 3000 Internacional
(Clave) (negrita indica pole position) (cursiva indica vuelta rápida)

| 1988     | GA Motorsport       | JER     | VAL     | PAU     | SIL     | MNZ     | PER     | BRH     | BIR     | BUG     | ZOL Ret | DIJ 8  | NC   | 0  |
| 1989     | Footwork Formula    | SIL     | VAL     | PAU     | JER     | PER Ret | BRH Ret | BIR DNS | SPA 14  | BUG 16  | DIJ 15  |        | NC   | 0  |
| 1990     | Middlebridge Racing | DON DNQ | SIL Ret | PAU Ret | JER 7   | MNZ 11  | PER Ret | HOC Ret | BRH 2   | BIR Ret | BUG Ret | NOG 10 | 13.º | 6  |
| 1991     | Barclay Team EJR    | VAL 4   | PAU Ret | JER 8   | MUG Ret | PER 11  | HOC Ret | BRH 6   | SPA Ret | BUG 4   | NOG 3   |        | 7.º  | 11 |
| Fuentes: |                     |         |         |         |         |         |         |         |         |         |         |        |      |    |

### 24 Horas de Le Mans
| Año     | Escudería            | Copilotos                  | Automóvil         | Clase | Vueltas | Pos. | Pos. Clase |
| ------- | -------------------- | -------------------------- | ----------------- | ----- | ------- | ---- | ---------- |
| 1989    | Richard Lloyd Racing | Steven Andskär David Hobbs | Porsche 962 C GTi | C1    | 228     | DNF  | DNF        |
| Fuente: |                      |                            |                   |       |         |      |            |

### Fórmula 1
(Clave) (negrita indica pole position) (cursiva indica vuelta rápida)

| Año     | Escudería                 | 1       | 2       | 3       | 4       | 5       | 6       | 7       | 8       | 9       | 10      | 11     | 12      | 13      | 14      | 15      | 16      | 17      | Pos. | Puntos |
| ------- | ------------------------- | ------- | ------- | ------- | ------- | ------- | ------- | ------- | ------- | ------- | ------- | ------ | ------- | ------- | ------- | ------- | ------- | ------- | ---- | ------ |
| 1992    | Motor Racing Developments | RSA     | MEX     | BRA     | ESP DNQ | SMR DNQ | MON DNQ | CAN DNQ | FRA DNQ | GBR 16  | GER DNQ | HUN 11 | BEL     | ITA     | POR     | JPN     | AUS     |         | NC   | 0      |
| 1993    | Canon Williams Renault    | RSA Ret | BRA 2   | EUR 2   | SMR Ret | ESP Ret | MON 2   | CAN 3   | FRA 2   | GBR Ret | GER 15† | HUN 1  | BEL 1   | ITA 1   | POR 3   | JPN 4   | AUS 3   |         | 3.º  | 69     |
| 1994    | Rothmans Williams Renault | BRA 2   | PAC Ret | SMR 6   | MON Ret | ESP 1   | CAN 2   | FRA 2   | GBR 1   | GER 8   | HUN 2   | BEL 1  | ITA 1   | POR 1   | EUR 2   | JPN 1   | AUS Ret |         | 2.º  | 91     |
| 1995    | Rothmans Williams Renault | BRA Ret | ARG 1   | SMR 1   | ESP 4   | MON 2   | CAN Ret | FRA 2   | GBR Ret | GER Ret | HUN 1   | BEL 2  | ITA Ret | POR 3   | EUR Ret | PAC 3   | JPN Ret | AUS 1   | 2.º  | 69     |
| 1996    | Rothmans Williams Renault | AUS 1   | BRA 1   | ARG 1   | EUR 4   | SMR 1   | MON Ret | ESP Ret | CAN 1   | FRA 1   | GBR Ret | GER 1  | HUN 2   | BEL 5   | ITA Ret | POR 2   | JPN 1   |         | 1.º  | 97     |
| 1997    | Danka Arrows Yamaha       | AUS DNS | BRA 17† | ARG Ret | SMR Ret | MON Ret | ESP Ret | CAN 9   | FRA 12  | GBR 6   | GER 8   | HUN 2  | BEL 13† | ITA Ret | AUT 7   | LUX 8   | JPN 11  | EUR Ret | 12.º | 7      |
| 1998    | B&H Jordan                | AUS 8   | BRA DSQ | ARG 8   | SMR 10† | ESP Ret | MON 8   | CAN Ret | FRA Ret | GBR Ret | AUT 7   | GER 4  | HUN 4   | BEL 1   | ITA 6   | LUX 9   | JPN 4   |         | 6.º  | 20     |
| 1999    | B&H Jordan                | AUS Ret | BRA Ret | SMR 4   | MON Ret | ESP 7   | CAN Ret | FRA Ret | GBR 5   | AUT 8   | GER Ret | HUN 6  | BEL 6   | ITA 10  | EUR Ret | MYS Ret | JPN Ret |         | 12.º | 7      |
| Fuente: |                           |         |         |         |         |         |         |         |         |         |         |        |         |         |         |         |         |         |      |        |